# Bastkulltjärnen (Karlskoga socken, Värmland)
Bastkulltjärnen är en sjö i Karlskoga kommun i Värmland och ingår i Göta älvs huvudavrinningsområde. Sjön är 3 meter djup, har en yta på 0,014 kvadratkilometer och är belägen 183 meter över havet.